# Hookeria pallida
Hookeria pallida là một loài Rêu trong họ Hookeriaceae. Loài này được Hornsch. mô tả khoa học đầu tiên năm 1840.